# Mácula vascular
As máculas vasculares são uma condição da pele devido à vasoconstrição localizada e são observadas com mais frequência em mulheres jovens.